# (9174) 1989 WC3
(9174) 1989 WC3 là một tiểu hành tinh vành đai chính. Nó được phát hiện bởi Yoshiaki Oshima ở Gekko Observatory ở Shizuoka Prefecture of Nhật Bản, ngày 27 tháng 11 năm 1989.